# Равнина (география)
Вижте пояснителната страница за други значения на Равнина.
Равнината е участък от земната повърхност, за който са характерни неголеми отклонения във височина, но по-големи спрямо низината. Между тези два вида релефни форми разликата е условна и в много езици не съществува. На английски език се използва една и съща дума (plain), но на руски съществуват две (равнина и низменность). Англо-саксонската школа прави разлика между различни видове равнини, като приема за такива дори високите вътрешни плата. Приема се, че равнината трябва да има общ наклон не повече от 5° и възвишения не повече от 1000 м. надморска височина. Равнините се делят на ниски, до 200 м (низини), средновисоки (от 200 до 500 м) и високи (от 500 до 1000 м). Според общия наклон са хоризонтални, наклонени или огънати.

## Видове равнини според произхода
Равнините могат да бъдат със съвсем различен произход.
Абисална равнина се нарича равнината на океанското дъно близо до брега (т. нар. континентален шелф) или равнинната част на дъното на океанските котловини. Много равнини, които днес са на сушата, са се формирали под вода, след което тектонските сили са ги издигнали на повърхността – Великите равнини в САЩ, Наларбор в Австралия.
Денудационната равнина се образува в резултат на постепенното разрушаване на някогашна планина. Денудацията е сборно название на всички ерозионни, екзарационни и абразивни процеси, които понижават релефа до хълмиста равнина.
Алувиална равнина – формира се от наносите на големите реки, които ги струпват все по навътре в морето. Това е основният начин за образуване на низините или на части от тях.
Глациална равнина – оформена е от дейността на ледник, който със своята неимоверна тежест смачква и заравня терена, по който се движи.
По повърхността на Земята се намират също лавови и лакустринни равнини. Последните се появяват на места, където е пресъхнало плитко езеро.

## Видове равнини според външният им вид
Наклонени равнини – те са с еднообразен и слаб наклон в една посока. Такъв вид равнини са: Двинско-Печорска, Западносибирска, бреговата равнина на Северна Америка към Атлантическия океан и др.
Вдлъбнати равнини – те са наклон от краищата към средната им част и най-често това са безотточни области: Туранска низина, равнината на езерото Балхаш, Таримска равнина и др.
Хълмисти равнини – те са с разнообразен релеф, като разликите между височината на хълмовете и вдлъбнатините не са големи: Дунавска равнина, Средноевропейска равнина и др.

## Възвишенията в равнините
Равнините покриват 15 – 20 % от сушата. Те са изпъстрени с ниски, заоблени и полегати възвишения, често са покрити с гори, които не се отличават от равнинния терен. В руската равнина има 10 – 11 обширни възвишения, между които Волино-Подолското (472 м), Валдайското (347 м) и Приволжкото (370 м). Средноевропейската равнина (с дължина 1300 км от Ла Манш до Беларус) е заета от останките на денудирани планини, особено Рейнския масив с отдавна изгасналия вулкан Ейфел (746 м). В Голямата китайска равнина, която е типичен пример за алувиално образувание, има планински масив с височина над 1500 м. – в пълен противовед с останалата част. Великите равнини в САЩ са със средна височина около 700 м. Равнината Серенгети (днешният национален парк в Танзания) е създадена от вулканична пепел, която е запълнила неравностите. Само на места са останали да стърчат големи скали (до 15 – 20 м), наричани от местните копджеси.
Дунавската равнина е изградена от плата и хълмисти зони с най-висока точка 517 м. Това включва Лудогорското, Деветашкото, Шуменското и Лилякското плато. Горнотракийската низина, макар че се нарича низина, всъщност е равнина, съставена от отделни полета. Те са разделени от Чирпанските възвишения (650 м). Пловдивските тепета са значителни хълмове, издигащи се до 140 м над равнината.